# Joanã
Joanã (em hebraico: יוחנן; em grego clássico: Ἰωανάν) foi filho primogênito do rei Josias. Não há menção dele em relação à sucessão ao trono de Judá, o que leva alguns a concluir que ele deve ter falecido enquanto seu pai ainda vivia.